# Bahia Rachedi
Pour les articles homonymes, voir Rachedi.
Bahia Rachedi  (en arabe : بهية راشدي) est une actrice algérienne née le 25 septembre 1948 dans la plaine de la Mitidja en Algérie.   Elle a rejoint le groupe vocal en 1969  Elle a participé à de nombreux films algériens, qui varient entre films historiques et religieux, et drame social.

## Biographie
Née dans la Mitidja, au sein d’une famille nombreuse, Bahia Rachedi, a étudié à l’institut islamique puis au lycée El Feth de Blida. Contrainte de quitter l’école après le décès de son père, elle entre dans l’enseignement puis, attirée par le monde artistique, entame une brillante carrière de comédienne. Diplômée du Conservatoire supérieur de musique, elle écrit des œuvres de fiction, sa préférence allant aux histoires destinées aux enfants. Depuis le début des années 1970, elle se consacre exclusivement au cinéma, à la télévision et à l’animation. en 1992 elle joue dans le film deux femmes,   de Amar Tribeche.
En mai 2024, Bahia Rachedi annonce qu'elle est atteinte d'un cancer.

## Filmographie

### Cinéma
- 1992 : Deux Femmes : Bahya : Amar Tribeche[10]
- 2002 :  Rachida  : Aïcha[11]
- 2005 : Douar de femmes[12]

- 2012 : Dumoo El Qalb (TV Series)[13]
- 2014 : Les Portes du soleil :  Ministre de la Culture
- 2014 : Krim Belkacem :  Krim Belkacem's
- 2015 : Hob Fi Kafas El Itiham (TV Series) :  Aicha
- 2017 :  Saint Augustin, le fils de ses larmes
- 2017 : Les sept remparts de la citadelle

### Télévision
- 1992 : Pas gazouz pour azouz, (Sitcom)
- 1999 : Bin El barah quel youm, (Feuilleton)
- 2000 : Kawalis El Hayat
- 2003 : hanane imraa
- 2004 : Le joueur
- 2005 : Mouftereq El-Toroq
- 2005 : قضاء وقدر
- 2006 : زنقة لهبال
- 2006 : Chahra
- 2006 : Wahiba
- 2006 : El Imtihan Assab
- 2009 : Djourouh El Hayat
- 2009 : Le collier
- 2009  :  Blessures de la vie
- 2010  :  mémoire du corps
- 2011  :  Raconter une histoire
- 2012 : Dumoo El Qalb
- 2013  :  Asrar el Madi  saison 1
- 2014  :   Asrar el Madi  saison 2
- 2015  :   Hob Fi Kafas El Itiham
- 2016 :   Qoloub Tahta Ramad
- 2017- : Bibiche & Bibicha, saisons 3 et 4 La mère de Bibicha   (TV Series)
- 2020 -  Le tunnel
- 2021 -  Sultan Achour 10 :  bariza la femme de mokranous
- 2021 - EL Nafak
- 2023 - AYLA SHOK
- 2023- harat ACHOHADA

## Distinctions
Bahia Rachedi a remporté la meilleure actrice arabe au Festival En Tunisie en 2005
- Djadir de l'ordre du Mérite national d'Algérie.